# Glandirana susurra
Glandirana susurra este o specie de broască din familia Ranidae. Este endemică în Insula Sado, Japonia.